# اولگا فریدمن
اولگا فریدمن (اوکراینی: Ольга Олегівна Фрідман; Hebrew: אולגה פרידמן؛ زادهٔ ۳۰ سپتامبر ۱۹۹۸) تنیس‌باز اهل اوکراین است.